# Steve Burrows
Pour les articles homonymes, voir Burrows.
Steve Burrows, né au Royaume-Uni, est un écrivain canadien, auteur de roman policier.

## Biographie
Né au Royaume-Uni, Steve Burrows déménage en Ontario avec sa famille après l'obtention de son diplôme d'école secondaire. Il fait des études supérieures à l'Université York. Il vit quelques années à Hong Kong, où il est rédacteur en chef du magazine Hong Kong Bird Watching Society (en) et éditeur de Asian Geographic (en). 
En 2014, il publie son premier roman, A Siege of Bitterns avec lequel il est lauréat du prix Arthur-Ellis 2015 du meilleur premier roman. C'est le premier titre d'une série, The Birder Murder Mysteries, ayant pour héros Domenic Jejeune, un policier canadien, inspecteur en chef dans le comté de Norfolk en Ontario.

## Œuvre

### Romans

#### SérieThe Birder Murder Mysteries
- A Siege of Bitterns (2014)
- A Pitying of Doves (2015)
- A Cast of Falcons (2016)
- A Shimmer of Hummingbirds (2017)
- A Tiding of Magpies (2018)

## Prix et distinctions

### Prix
- Prix Arthur-Ellis 2015 du meilleur premier roman pour A Siege of Bitterns[1]